# Panfascismo
Il panfascismo era un'ideologia fascista basata sul binomio latinità-cristianesimo ed elaborata nell'omonimo libro di Asvero Gravelli, edito da La Nuova Europa nel 1935.
Il panfascismo mirava all'affermazione del fascismo quale ideologia universale in diretta concorrenza con il nazionalsocialismo di stampo hitleriano, che veniva definito dallo stesso Gravelli "anticristiano e antioccidentale". Secondo Anton Hilckman, collaboratore di Gravelli, il pensiero nazista era legato ai miti nordici e germanici, facendo "rivivere i sinistri misticismi dell'antico wotanismo", oltre che al paganesimo e al protestantesimo.
Lo scopo di Gravelli era quello di realizzare una collaborazione tra tutti i partiti fascisti europei, che si sarebbe dovuta opporre al pensiero democratico di pensatori quali Richard Nikolaus di Coudenhove-Kalergi, ideatore dell'Unione Paneuropea; l'organizzazione tra i vari paesi europei avrebbe dovuto avere come modelli l'Impero romano, capace di attuare un'unità politica in Europa, e il Cristianesimo, sotto il quale ci fu invece "un'unità religiosa e spirituale". Premesse di questo progetto furono, ad esempio, i Comitati d'Azione per l'Universalità di Roma (Caur), nati nel 1934, che dovevano mostrare e affermare la superiorità del fascismo nei confronti delle dottrine avversarie, liberalcapitalismo e marxismo, in modo da aggregare i movimenti e gli intellettuali fascisti europei attorno al fascismo italiano, al mito della latinità e alla figura del Duce. Nello stesso anno nacquero Antieuropa e Ottobre, due delle maggiori riviste di propaganda panfascista. I Caur e Antieuropa furono i "due principali strumenti della costruzione del fascismo universale"; tuttavia, il progetto, che godeva anche dei favori di Benito Mussolini, non ebbe un largo consenso e fallì pochi anni dopo.
L'aggettivo "panfascista" è entrato successivamente nel linguaggio comune a indicare genericamente "chi introduce il fascismo dappertutto: togliere dai testi scolastici quell'aria panfascista di cui il passato regime li aveva riempiti".